# Токарі (зупинний пункт)
Токарі (біл. Такары) — пасажирський залізничний зупинний пункт Могильовського відділення Білоруської залізниці на електрифікованій лінії Жлобин — Осиповичі I між зупинними пунктами Квітка та Ясень. Розташований за 0,9 км на південний схід від села Старинки Бобруйського району Могильовської області.

## Пасажирське сполучення
На платформі Токарі зупиняються регіональні поїзди економ-класу сполученням Жлобин — Осиповичі.